# نیروگاه هسته‌ای شودابائو
نیروگاه هسته‌ای شودابائو (به لاتین: Xudabao Nuclear Power Plant) یک نیروگاه هسته‌ای در چین است که در Xingcheng واقع شده‌است.